# Namibia en los Juegos Olímpicos de Pekín 2008
Namibia estuvo representada en los Juegos Olímpicos de Pekín 2008 por un total de 10 deportistas, 6 hombres y 4 mujeres, que compitieron en 4 deportes.
El portador de la bandera en la ceremonia de apertura fue el ciclista Mannie Heymans. El equipo olímpico namibio no obtuvo ninguna medalla en estos Juegos.